# Souvrství Morrison
Morrisonské souvrství je jedním z nejznámějších souvrství svrchnojurského stáří na světě. Rozkládá se na velké ploše středozápadu USA, s centrem ve státech Colorado a Wyoming. Výchozy tohoto souvrství se však nacházejí například také na území současné Oklahomy. Výchozy tohoto souvrství zabírají rozlohu asi 1,5 milionu km2, přesto je dosud na 75 % těchto sedimentů pohřbených pod půdou velkých východních prérií. Svůj název obdrželo souvrství podle městečka Morrison v Coloradu, u kterého v roce 1877 objevil první dinosauří fosilie Arthur Lakes. Zejména v rámci této geologické formace se také odehrála nejvýznamnější část slavné Války o kosti mezi paleontology O. C. Marshem a E. D. Copem. Morrisonské souvrství patří k nejbohatším geologickým formacím z hlediska množství i kvality fosilií jurských dinosaurů na celém světě. Tato geologická formace zasahuje vysoko na sever až na území státu Montana.

## Paleontologie

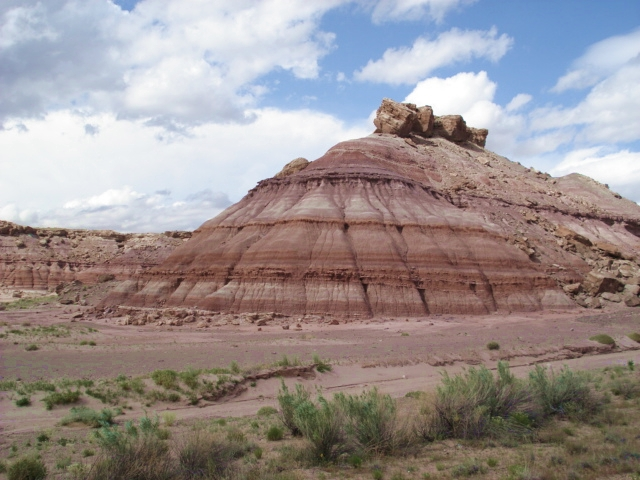
Lokalita Brushy Basin v rámci morrisonského souvrství

Ve vrstvách tohoto souvrství starých asi 156 až 146 milionů let (stupně oxford, kimmeridž a tithon) bylo objeveno také množství známých rodů dinosaurů (Allosaurus, Camptosaurus, Diplodocus, Stegosaurus, Apatosaurus, Brachiosaurus ad.). Velkou biodiverzitu (druhovou rozmanitost) měli v tehdejších ekosystémech zejména obří sauropodní dinosauři. Je ovšem otázkou, do jaké míry je tato vysoká biodiverzita reálná a nakolik se může jednat pouze o výsledek stanovování odlišnosti na základě objevů fosilií mláďat a subadultních jedinců sauropodních dinosaurů. Mezi sauropody se zde vyskytovaly i gigantické druhy, jako byl až kolem 40 metrů dlouhý Supersaurus vivianae.
Kromě toho poskytly sedimenty souvrství také fosilní pozůstatky rostlin (včetně kmenů velkých stromů), malých obratlovců i bezobratlých živočichů. Na dinosauřích fosiliích z tohoto souvrství byly dokonce objeveny stopy okusu od bezobratlých, kteří se pravděpodobně živili hmotou odumírající kostní tkáně. Ukazuje se, že ekosystémy v tomto souvrství byly velmi komplexní. Nachází se zde také proslulý "Dinosauří národní památník" (Dinosaur National Monument). V sedimentech souvrství Morrison bylo objeveno také množství fosilií druhohorních savců.
Početní jsou v souvrství Morrison také draví teropodní dinosauři. Nacházejí se zde fosilní pozůstatky několika rodů velkých teropodů, jako je Torvosaurus, Allosaurus, Ceratosaurus, Marshosaurus nebo Saurophaganax. V rámci rodu Allosaurus již bylo popsáno několik různých druhů, které se zde vyvíjely jeden v druhý po dobu několika milionů let.
Podrobný výzkum z lokality Mygatt-Moore Quarry ukázal, že velké procento zdejších obratlovců nese stopy okusu od teropodů (jako je Allosaurus). V rámci charakteru rýh po zubech na fosilních kostech jiných jedinců se zdá být pravděpodobné, že zde docházelo i k případům kanibalismu právě od velkých teropodů, jako je Allosaurus nebo Saurophaganax. Hlavním zdrojem živin pro alosaury i jiné teropody mohly být početné zdechliny sauropodů a jiných býložravých dinosaurů.
V sedimentech souvrství Morrison bylo objeveno také množství fosilních rostlin, včetně zkamenělých kmenů stromů o průměru až kolem 1,1 metru a délce přes 4 metry. Podobné objevy byly učiněny například na území kraje Uintah v Utahu. Zajímavým objevem je také fosilní pozůstatek hnízdiště jakéhosi eusociálního (společenského) hmyzu, což je jeden z nejstarších dokladů o existenci této skupiny bezobratlých živočichů.
Jednou z nejslavnějších lokalit v rámci tohoto souvrství je Howe Quarry ve Wyomingu, na kterém byly prováděny systematické vykopávky od roku 1934. Bylo zde objeveno kolem 3000 dinosauřích fosilních kostí a ty byly následně zaslány ve 144 bednách do Amerického přírodovědeckého muzea v New Yorku.
Geologickým stářím se souvrství shoduje s lokalitou Tendaguru ve východní Africe nebo souvrstvím Lourinhã v Portugalsku. Přibližně stejného stáří je také lokalita Solnhofen v Německu.
Detailní rozbor gastrolitů (trávicích kamenů) z Wyomingu (sedimenty souvrství Morisson), které patrně polykali sauropodní dinosauři v období pozdní jury, dokládají jejich schopnost migrace na velké vzdálenosti. Pravděpodobně probíhala ve směru od východu z Appalačie do oblasti dnešního Wyomingu na vzdálenost více než 1000 kilometrů.
Objeveny zde byly také zkamenělé vývržky dravých dinosaurů, ve kterých paleontologové identifikovali fosilní pozůstatky mloků či jiných ocasatých obojživelníků. Na území Wyomingu byly objeveny také fosilie evolučně starobylého plaza hatérie.
Zajímavé objevy poskytly také fosilizované skořápky dinosauřích vajec, u nichž byly vysoce přesnými výzkumnými technologiemi identifikovány organické pozůstatky.
Identifikováno bylo také množství stop po zubech teropodů na kostech sauropodních dinosaurů z tohoto souvrství (rýhy, otvory a další stopy po okusování byly identifikovány na 68 kostech).

## Významné lokality
Mezi významné paleontologické lokality z tohoto souvrství (které jsou zároveň významnými lokalitami světové paleontologie obecně) patří například Dinosauří národní památník, dále Cleveland-Lloyd Dinosaur Quarry nebo Bone Cabin Quarry.
Biodiverzita v ekosystémech tohoto souvrství byla v průběhu zhruba 9 milionů let jejího ukládání nicméně mnohem výraznější i proměnlivější a zdaleka nezahrnovala pouze dinosaury a jiné obratlovce.

## Dinosauři známí ze souvrství Morrison

### Ptakopánví dinosauři
- Camptosaurus dispar

- Drinker nisti

- Dryosaurus (D. altus, D. elderae)

- Fruitadens haagarorum

- Gargoyleosaurus parkpinorum

- Hesperosaurus mjosi

- Miragaia longispinus

- Mymoorapelta mayisi

- Nanosaurus agilis

- ?Othnielosaurus consors

- Uteodon aphanoecetes

- Stegosaurus (S. armatus, S. stenops, S. sulcatus, S. ungulatus)[29]

### Sauropodní dinosauři
- Amphicoelias altus

- Apatosaurus (A. ajax, A. louisae)

- ?Atlantosaurus montanus

- Barosaurus lentus[30]

- Brachiosaurus altithorax[31]

- Brontosaurus (B. excelsus, B. parvus, B. yahnahpin)

- Camarasaurus (C. grandis, C. lentus, C. supremus)

- Cathetosaurus lewisi

- Diplodocus (D. carnegii, D. hallorum)

- Dyslocosaurus polyonychius

- Galeamopus (G. hayi, G. pabsti)

- Haplocanthosaurus (H. delfsi, H. priscus)

- Kaatedocus siberi

- Maarapunisaurus fragillimus[32]

- Smitanosaurus agilis

- Supersaurus vivianae[33]

- Suuwassea emilieae

### Teropodní dinosauři
- Allosaurus (A. fragilis, A. jimmadseni)[34]

- Ceratosaurus (C. dentisulcatus, C. magnicornis, C. nasicornis)[35]

- Coelurus fragilis

- Fosterovenator churei

- Hesperornithoides miessleri

- Koparion douglassi

- Marshosaurus bicentesimus

- Ornitholestes hermanni

- Saurophaganax maximus[36]

- Stokesosaurus clevelandi[37]

- Tanycolagreus topwilsoni[38]

- Torvosaurus tanneri[39]